# Janusz Tarasiewicz
Janusz Tarasiewicz (ur. 23 stycznia 1955 w Gorzowie Wielkopolskim, m. 9 marca 2013) – polski żużlowiec.
Sport żużlowy uprawiał w latach 1973–1974 w barwach klubu Stali Gorzów Wlkp. Złoty medalista Drużynowych mistrzostw Polski (1973) oraz srebrny (1974). Startował w eliminacjach do Srebrnego Kasku – w 1974 roku.